# Chabahar
Chabahar este un oraș din Iran.